# Shaanxinus
Shaanxinus Tanasevič, 2006 è un genere di ragni appartenente alla famiglia Linyphiidae.

## Distribuzione
Le due specie oggi attribuite a questo genere sono state reperite in Cina: è endemico delle pendici del monte Taibai, appartenente alla catena montuosa dei Qinlin nella provincia dello Shaanxi.

## Tassonomia
A giugno 2012, si compone di due specie:
- Shaanxinus anguilliformis (Xia et al., 2001)[3] — Cina
- Shaanxinus rufus Tanasevič, 2006[4] — Cina